# Reevesia formosana
Reevesia formosana là một loài thực vật có hoa trong họ Cẩm quỳ. Loài này được Sprague miêu tả khoa học đầu tiên năm 1914.